# Dż (dwuznak)
Dż (Dż, dż) – polski dwuznak składający się z liter D i Ż. W języku polskim najczęściej oznacza dźwięk spółgłoski zwarto-szczelinowej z retrofleksją dźwięcznej oznaczany w międzynarodowej transkrypcji fonetycznej IPA symbolem [d͡ʐ].

## Dwuznak Dƶ
Można również spotkać alternatywną formę zapisu tego dwuznaku w postaci Dƶ, w której litera Z posiada prostą środkową kreskę, czyli Ƶ, zamiast Z z kropką, czyli Ż. Ten następujący zapis budzi jednak kontrowersje i nie jest on zalecany.